# نجار محلة (دشت سر)
نجار محلة (بالفارسية: نجارمحله) هي قرية تقع في إيران في قسم دشت سر الريفي. يقدر عدد سكانها بـ 841 نسمة .